# Heinrich Dähling
Heinrich Dähling (ur. 19 stycznia 1773, zm. 10 września 1850) – niemiecki malarz epoki romantyzmu.
Heinrich Dähling urodził się 19 stycznia 1773 roku w Hanowerze. Od 1794 roku mieszkał w Berlinie, gdzie malował miniatury. Następnie przeniósł się do Paryża, gdzie zajął się malarstwem olejnym. W 1814 roku został zatrudniony w Akademie der Künste w Berlinie.
Zmarł 10 września 1850 roku w Poczdamie.